# Crataegus disperma
Crataegus disperma är en rosväxtart som beskrevs av William Willard Ashe. Crataegus disperma ingår i Hagtornssläktet som ingår i familjen rosväxter. Utöver nominatformen finns också underarten C. d. disperma.